# Ryunosuke Sato
 (juillet 2023).
Ryūnosuke Satō (佐藤 龍之介, Satō Ryūnosuke), né le 16 octobre 2006, est un footballeur japonais qui évolue au poste de milieu offensif au FC Tokyo.

## Biographie

### Carrière en club
Ryūnosuke Satō est formé au FC Tokyo, dont il intègre l'équipe première lors de la saison 2023, tout en continuant à être un des éléments clés de l'effectif U18 du club,.
Satō fait ses débuts professionnels avec le FC Tokyo le 8 mars 2023, titularisé pour le match de Coupe de la Ligue contre le Cerezo Osaka,.

### Carrière en sélection
En juin 2023, Ryunosuke Sato est sélectionné pour le Championnat d'Asie avec les moins de 17 ans japonais,.
Titulaire tout du long de la compétition, il s'illustre par son apport offensif, permettant notamment aux siens de se qualifier pour la coupe du mondu Junior en éliminant l'Australie de Nestory Irankunda.
Le Japon atteint ensuite la finale de la compétition après sa victoire face à l'Iran, où Ryunosuke Sato est remarqué pour son but sur coup franc direct, après avoir gagné le droit de tirer celui-ci en battant Gaku Nawata à pierre-papier-ciseaux,. Ils finissent par remporter le tournoi en battant la Corée du Sud 3-0,,.

## Palmarès
| Japon -17 ans - Championnat d'Asie (1) - Vainqueur en 2023 (en) |